# اکسلان
اکسلان (به انگلیسی: Exelon) شرکت انرژی آمریکایی است، که در زمینه تولید، انتقال و توزیع برق فعالیت می‌کند. دفتر مرکزی این شرکت در برج چیس در ناحیه شیکاگو لوپ، شهر شیکاگو قرار دارد. 
اکسلان از لحاظ عایدی بزرگترین شرکت هلدینگ برق، بزرگترین شرکت برق رگوله شده و بزرگترین بهره‌بردار نیروگاه‌های هسته‌ای در آمریکا است. اکسلان از شرکت‌های برق رگوله شده در ایلینوی، پنسیلوانیا، مریلند، دلاور، نیوجرسی و واشینگتن دی سی بهره‌برداری می‌کند. اکسلان در ۴۷ ایالت آمریکا، واشینگتن دی‌سی و کانادا فعالیت دارد و ظرفیت تولید برق آن معادل ۳۵ هزار مگاوات است.
شرکت اکسلان در سال ۲۰۰۰ از ادغام شرکت پیکو انرژی و یونی‌کام گروپ تأسیس شد و در سال ۲۰۰۵ از سوی کمیسیون فدرال رگولاتوری انرژی به‌عنوان بزرگترین شرکت برق ایالات متحده شناخته شد. این شرکت هم‌اکنون بزرگترین توزیع‌کننده برق در ایالات متحده آمریکا می‌باشد.
دفتر مرکزی این شرکت در شهر شیکاگو، ایالات متحده آمریکا قرار دارد و بخشی از سهام آن در بازار بورس نیویورک معامله می‌شود. شرکت اکسلان در حال حاضر دارای ۱۷ رآکتور هسته‌ای، در ۱۰ نیروگاه هسته‌ای، ۲ نیروگاه برق‌آبی، ۸ نیروگاه سوخت فسیلی، ۱ نیروگاه خورشیدی و ۴ نیروگاه بادی می‌باشد.